# Dan osnivanja Narodne zaštite u Republici Hrvatskoj
Dopunama Zakona o blagdanima, spomendanima i neradnim danima u Republici Hrvatskoj iz studenoga 2011., 15. ožujka obilježava se kao spomendan pod nazivom Dan osnivanja Narodne zaštite u Republici Hrvatskoj.

## Povijest
Toga je datuma 1991. godine na 1. sjednici Međustranačkog vijeća Republike Hrvatske donesen zaključak o osnivanju Narodne zaštite. Tjedan kasnije, na 2. sjednici Međustranačkog vijeća pod predsjedanjem predsjednika Franje Tuđmana konstituirano je i Međustranačko vijeće Narodne zaštite s glavnom zadaćom obrane Republike Hrvatske.
Proglasom od 5. travnja 1991. godine predsjednik Republike poziva sve one koji se žele uključiti u "dobrovoljačke jedinice Narodne zaštite i stati u obranu, domovine, Republike Hrvatske – koja je u pogibelji".
Narodna zaštita se ubrzo ustrojava na cijelom teritoriju Hrvatske kao jedinstveni, organizirani oblik otpora. Ustrojava vlastitu službu motrenja i obavješćivanja, organizira samostalnu neprekidnu radiovezu i osposobljava postrojbe kako bi što učinkovitije obavljale svoju dužnost. Njezina velika uloga bila je u blokadi prometnica, mostova i željezničkih pruga, straži i čuvanju svih vitalnih objekata i ustanova, a jedan od osnovnih zadataka bile su opsade i osvajanje vojarni Jugoslavenske narodne armije pri čemu je zauzeto više od četrdesetak vojarni i skladišta.
Narodna zaštita je bila čimbenik koji je samostalno, vlastitim snagama izvršavao važne obrambene zadaće, a njezini pripadnici, njih više od 260.000 dragovoljaca, pokazali su visok stupanj samoinicijative i samostalnosti u svom djelovanju.
Stupanjem na snagu Odluke o ustroju Domobranstva iz prosinca 1991. propisuje se da "vojni obveznici pripadnici odreda Narodne zaštite, koji nemaju ratni raspored prevode se u postrojbe Domobranstva", a svi drugi ostaju u Narodnoj zaštiti koja ustrojstvom Domobranstva nije ukinuta.

## Poveznice
- Narodna zaštita (RH)
- Blagdani i spomendani u Hrvatskoj

## Vanjske poveznice
Mrežna mjesta
- 15. ožujka – Dan osnivanja Narodne zaštite u Republici Hrvatskoj, na stranicama Hrvatskoga sabora
- blagdani Hrvatska opća enciklopedija